# Rüschlikon
Rüschlikon (toponimo tedesco) è un comune svizzero di 5 744 abitanti del Canton Zurigo, nel distretto di Horgen.

## Geografia fisica
Rüschlikon è affacciato sul Lago di Zurigo.

## Storia
Il nome Rüschlikon è di origine alemanna ed è menzionato in alcuni documenti risalenti alla metà del XII secolo come Rouslinchoven e Ruochslinchon.

## Monumenti e luoghi d'interesse

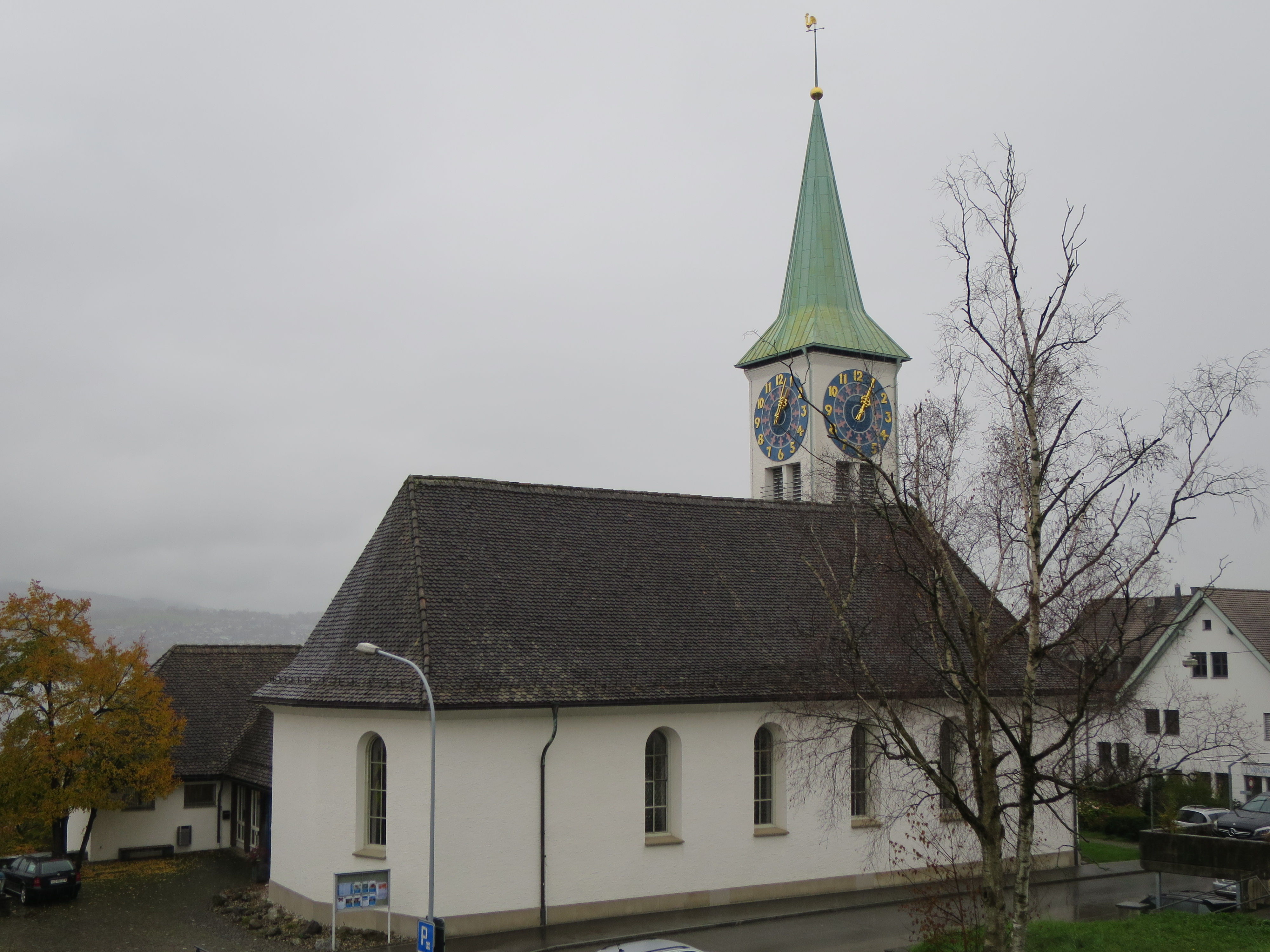
La chiesa riformata

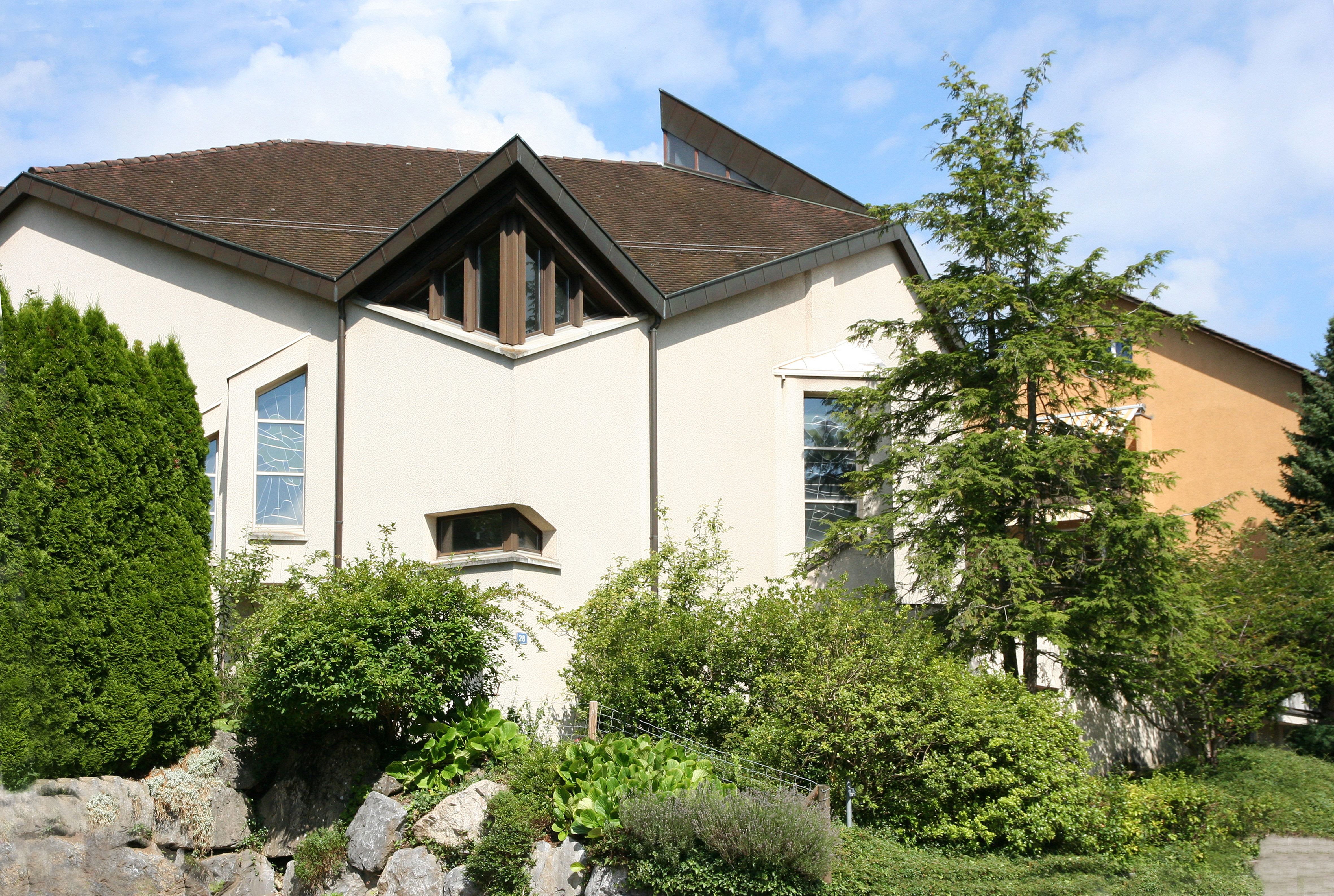
La chiesa di San Nicolao

- Chiesa riformata, eretta nel 1713[1];
- Chiesa cattolica di San Nicolao, eretta nel 1982[1].

## Società

### Evoluzione demografica
L'evoluzione demografica è riportata nella seguente tabella:
Abitanti censiti

## Cultura

### Musei
- Ortsmuseum Rüschlikon[3].

## Infrastrutture e trasporti
Rüschlikon è servito dall'omonima stazione sulla Linksufrige Zürichseebahn (rete celere di Zurigo).

## Amministrazione
Ogni famiglia originaria del luogo fa parte del cosiddetto comune patriziale e ha la responsabilità della manutenzione di ogni bene ricadente all'interno dei confini del comune.